# Кубелик, Рафаэль
Рафаэль Кубелик (чеш. Rafael Jeroným Kubelík; 29 июня 1914, Быхоры, Богемия, Австро-Венгрия — 11 августа 1996, Каштаниенбаум, Люцерн, Швейцария) — чешский дирижёр и композитор.

## Биография
Сын известного скрипача Яна Кубелика. Его матерью была венгерская графиня Анна Джули Мари Сселль фон Бессеньо. Был шестым ребёнком в семье. Учился играть на скрипке у своего отца. Окончил Пражскую консерваторию (1933). В 1939—1941 годах — музыкальный директор Брненской оперы. C 1944 года, после нескольких инцидентов неповиновения нацистскому режиму, был вынужден скрываться от полиции в деревне. После войны активно включился в музыкальную жизнь, стал одним из организаторов фестиваля «Пражская весна» (1946). В 1948 году уехал за рубеж. Отказывался от всех предложений коммунистической власти вернуться в Чехословакию. Приехал в Прагу лишь в 1990 году на очередной фестиваль «Пражская весна».
Похоронен на Вышеградском кладбище.

## Музыкальное руководство
В 1950—1953 гг. музыкальный руководитель Чикагского симфонического оркестра, в 1955—1958 — музыкальный руководитель Ковент Гардена. В 1961—1979 гг. главный дирижёр Симфонического оркестра Баварского радио. В 1971—1974 был музыкальным руководителем Метрополитен-оперы в Нью-Йорке.

## Репертуар
Репертуар Кубелика включал циклы симфоний Шумана, Бетховена, Брамса, Малера, Дворжака (также цикл увертюр и симфонических поэм), оперы Моцарта, Верди, Вагнера, произведения Сметаны, Бартока, Дворжака, Яначека, Мартину.

## Признание
Введён в Зал славы журнала Gramophone.